# (58569) Eboshiyamakouen
(58569) Eboshiyamakouen est un astéroïde de la ceinture principale.

## Description
(58569) Eboshiyamakouen est un astéroïde de la ceinture principale. Il fut découvert le 28 août 1997 à Nanyo par Tomimaru Okuni. Il présente une orbite caractérisée par un demi-grand axe de 2,35 UA, une excentricité de 0,24 et une inclinaison de 5,2° par rapport à l'écliptique.

## Compléments